# Aksiónov
Aksiónov (en rus: Аксёнов) és un poble (un khútor) de l'óblast de Rostov, a Rússia, segons el cens rus del 2010 tenia 2 habitants. Pertany al districte de Tsimliansk.